# Portugals Grand Prix 1988
Portugals Grand Prix 1988 var det trettonde av 16 lopp ingående i formel 1-VM 1988.

## Resultat
1. Alain Prost, McLaren-Honda, 9 poäng
2. Ivan Capelli, March-Judd, 6
3. Thierry Boutsen, Benetton-Ford, 4
4. Derek Warwick, Arrows-Megatron, 3
5. Michele Alboreto, Ferrari, 2
6. Ayrton Senna, McLaren-Honda, 1
7. Alex Caffi, BMS Scuderia Italia (Dallara-Ford)
8. Luis Pérez Sala, Minardi-Ford
9. Philippe Streiff, AGS-Ford
10. Rene Arnoux, Ligier-Judd
11. Gabriele Tarquini, Coloni-Ford
12. Nicola Larini, Osella

### Förare som bröt loppet
- Mauricio Gugelmin, March-Judd (varv 59, motor)
- Nigel Mansell, Williams-Judd (54, snurrade av)
- Jonathan Palmer, Tyrrell-Ford (53, överhettning)
- Alessandro Nannini, Benetton-Ford (52, hantering)
- Gerhard Berger, Ferrari (35, snurrade av)
- Nelson Piquet, Lotus-Honda (34, koppling)
- Riccardo Patrese, Williams-Judd (29, kylare)
- Pierluigi Martini, Minardi-Ford (27, motor)
- Yannick Dalmas, Larrousse (Lola-Ford) (20, generator)
- Satoru Nakajima, Lotus-Honda (16, snurrade av)
- Andrea de Cesaris, Rial-Ford (11, bakaxel)
- Eddie Cheever, Arrows-Megatron (10, turbo)
- Philippe Alliot, Larrousse (Lola-Ford) (7, motor)
- Stefan "Lill-Lövis" Johansson, Ligier-Judd (4, motor)

### Förare som ej kvalificerade sig
- Julian Bailey, Tyrrell-Ford
- Piercarlo Ghinzani, Zakspeed
- Stefano Modena, EuroBrun-Ford
- Bernd Schneider, Zakspeed

### Förare som ej förkvalificerade sig
- Oscar Larrauri, EuroBrun-Ford

## VM-ställning
| Förarmästerskapet 1. Alain Prost, McLaren-Honda, 81 2. Ayrton Senna, McLaren-Honda, 76 3. Gerhard Berger, Ferrari, 37 | Konstruktörsmästerskapet 1. McLaren-Honda, 157 2. Ferrari, 61 3. Benetton-Ford, 27 |